# Bear City Roller Derby

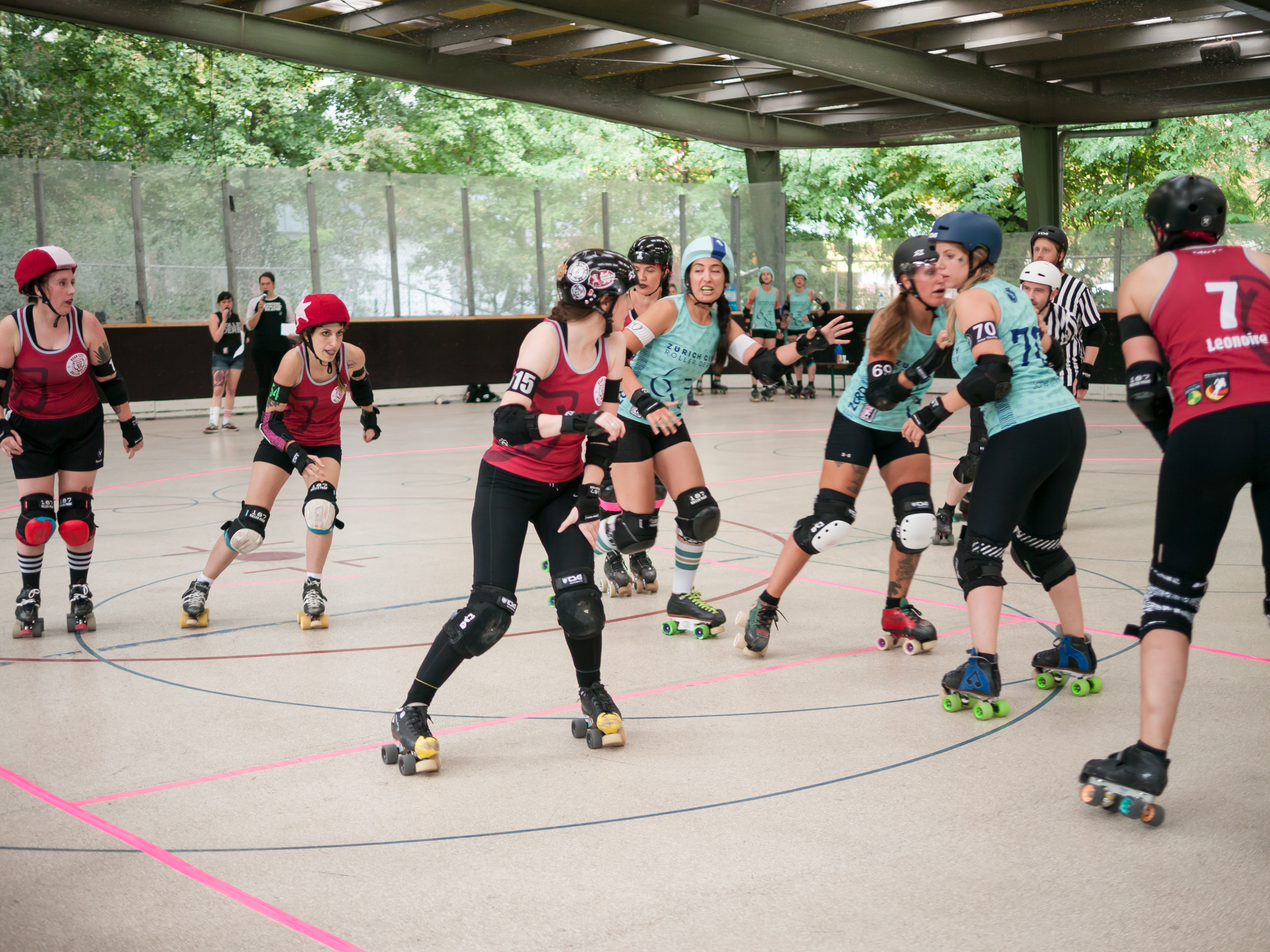
Bear Citys B-Team (rote Trikots) bei einem Spiel gegen Zürich City Rollerderby

Bear City Roller Derby (kurz: BCRD) ist ein Roller-Derby-Verein aus Berlin, der 2008 gegründet wurde, und derzeit die am höchsten eingestufte deutsche Roller-Derby-Mannschaft stellt. Die Heimspiele werden in der Regel in der Rollsportanlage im SportPark
Poststadion ausgetragen.

## Geschichte
Der Verein wurde 2008 von einigen Sportlerinnen unter dem Namen Berlin Bombshells gegründet und schloss sich organisatorisch dem Sport-Club Lurich 02 e.V. an. 2009 folgte das erste Spiel innerhalb Deutschlands gegen die Stuttgart Valley Rollergirlz. Im Dezember 2010 wurden die Berlin Bombshells bei der ersten deutschen Meisterschaft in Berlin Zweiter hinter Stuttgart Valley (siehe im Artikel Roller Derby, Abschnitt Geschichte). Im Juni 2013 gewannen die Berlin Bombshells schließlich die zweite deutsche Meisterschaft in Stuttgart. Derzeit nimmt Bear City Roller Derby an der 2015 erstmals ausgetragenen Deutschen Roller-Derby-Bundesliga teil.
International spielt Bear City Roller Derby gegen die besten Mannschaften weltweit, unter anderem aus London, Paris, Edinburgh, Stockholm, Washington und Philadelphia. Im November 2012 richtete der Verein das erste WFTDA-Turnier in Europa aus, wobei man Zweiter hinter den London Roller Girls wurde. Oktober/November 2014 gelang es Bear City Roller Derby als erste europäische Mannschaft bei der weltweiten Meisterschaft der Roller-Derby-Vereine in Nashville eine Medaille zu gewinnen: Die Mannschaft wurde Dritter in Division 2. Die höher gesetzten London Roller Girls spielten in Division 1, ohne eine Medaille zu gewinnen.
In der Rangliste der WFTDA wird Bear City Roller Derby als am höchsten eingestufte deutsche Mannschaft und an 13. Stelle im europäischen Ranking geführt.

## Mannschaften
Der Verein führt drei Mannschaften, die auf unterschiedlichen Ebenen eingesetzt werden:
- A-Team: Bundesliga und stärkste Gegner weltweit, umfasst die 20 stärksten Spielerinnen des Vereins.
- B-Team: gegen mittelstarke europäische Teams, umfasst die nächsten 20 Spielerinnen nach der Spielstärke.
- C-Team: Weitere Spiele deutschlandweit, wiederum 20 Spielerinnen.